# Manoir de la Grande-Rosière
 (octobre 2012).
Si vous disposez d'ouvrages ou d'articles de référence ou si vous connaissez des sites web de qualité traitant du thème abordé ici, merci de compléter l'article en donnant les références utiles à sa vérifiabilité et en les liant à la section « Notes et références ».
La Grande Rosière est une propriété située à 4 km de la commune de Montchevrel (Orne) dont elle dépend. Son histoire, très ancienne, remonte à 1320. 

## Histoire
C'est une seigneurie qui appartenait aux seigneurs de La Rosière (droit de justice notamment) jusqu'à la fin du XVIIIe siècle, date à laquelle par mariage, elle passe entre les mains du marquis Louis de Chambray (acte de restitution de 1794), arrière grand-père du fameux veneur, venu découpler tant de fois en forêt d'Écouves.
De nombreux documents, écrits sur parchemins ayant été collectés par le vicomte Jacques de Chambray existent aux archives départementales de l'Eure, le domaine du marquis de Chambray se situant dans l'Eure (Gouville) .

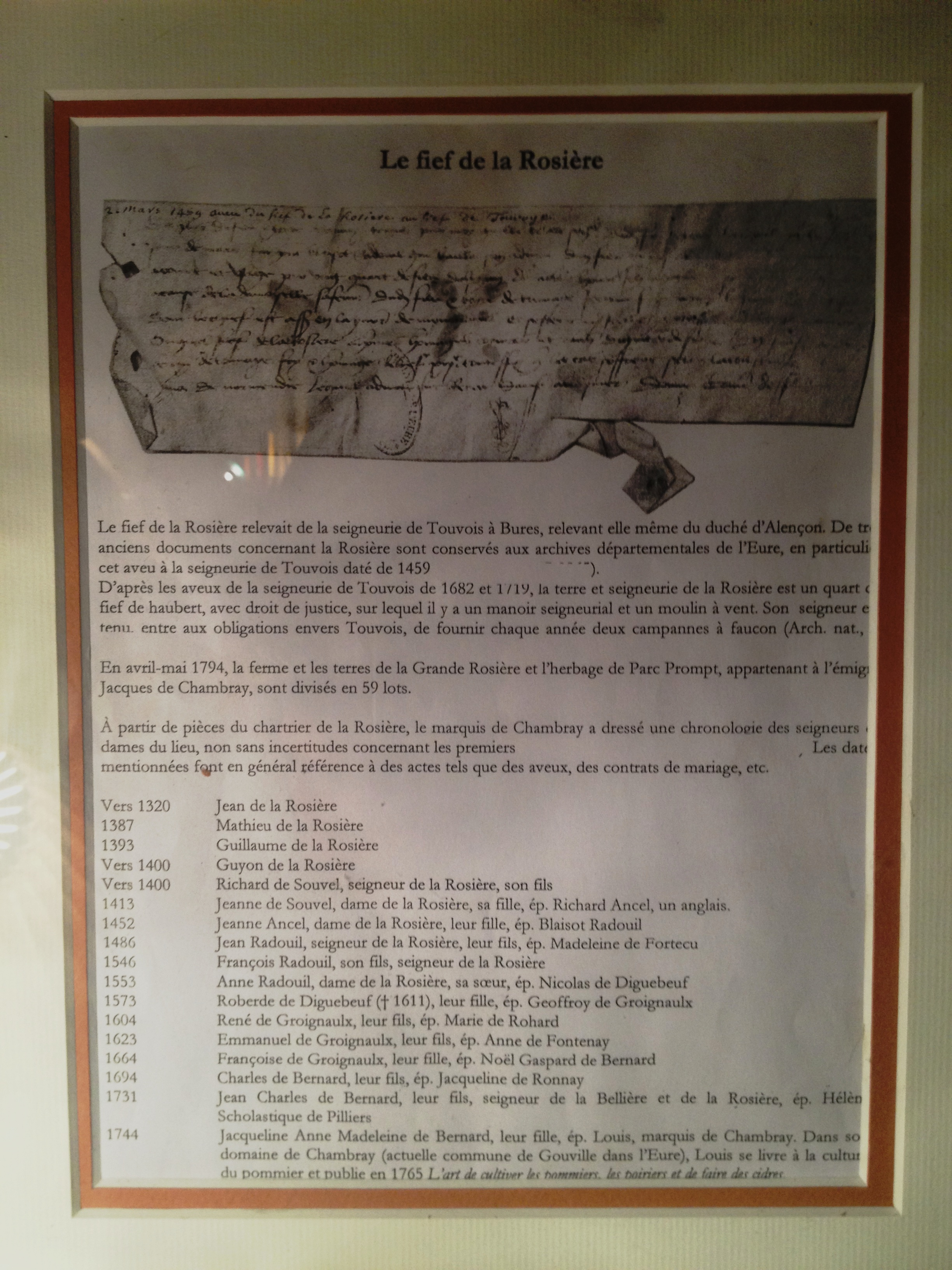
Historique des occupants du manoir.

## Un bien de famille
La propriété, depuis plusieurs décennies, appartient à un propriétaire privé, cousin à la huitième génération du marquis de Chambray, qui l'a entièrement restaurée sur la base du plan cadastral de 1804. Un parterre à la française agrémente notamment la cour d'honneur.